# Christian Klages

Christian Klages

Anzeige Wagenfabrik Christian Klages nach Übernahme durch Wilhelm Karmann

Christian Klages (* in Osnabrück; † 3. Juni 1899 ebenda) war ein deutscher Firmengründer des ausgehenden 19. Jahrhunderts.

## Leben
Christian Klages gründete 1874 die Wagenfabrik „Christian Klages“ (verbunden mit Fahrradhandlung und Reparaturwerkstätten). Laut damaliger Eigenwerbung im „Allgemeinen Geschäftsanzeiger Osnabrück“ stellte seine Wagenfabrik 1892 die älteste und größte am Platze dar. Nach seinem Tode führte seine Witwe Minna Klages, geb. Mohrmann, († 7. Mai 1915 im 63. Lebensjahr in Dortmund) die Fabrik zunächst weiter fort und verkaufte sie am 1. August 1901 an Wilhelm Karmann.